# Waldemar Björkstén
Waldemar Björkstén (* 12. August 1873 in Wyborg; † 31. Mai 1933 ebenda) war ein finnischer Segler.
Gemeinsam mit Jacob Björnström, Bror Brenner, Allan Franck, Erik Lindh, Juho Arne Pekkalainen und Harry Wahl trat er für das Großfürstentum Finnland bei den Olympischen Spielen 1912 in Stockholm an und gewann auf dem Schiff Nina die Silbermedaille in der 10-Meter-Klasse.